# 山野幸吉
山野 幸吉（やまの こうきち、1916年〈大正5年〉3月10日 - 1998年〈平成10年〉7月8日  ）は、日本の内務・自治官僚。初代沖縄・北方対策庁長官。

## 経歴
島根県松江市出身。松江高等学校を卒業し、1941年10月、高等試験行政科試験に合格。同年12月、東京帝国大学法学部を卒業。翌1942年、内務省に入省し神奈川県属となる。
短期現役海軍主計科士官（8期）を志願し、1942年1月、海軍主計中尉に任官し海軍経理学校に入校。同年5月、同校を卒業。1943年11月、海軍主計大尉に昇進し終戦を迎えた。
戦後、内務省に復帰し、静岡県商工課長、自治省公務員課長、千葉県総務部長、総理府特別地域連絡局長などを経て、1970年5月、沖縄・北方対策庁長官に就任した。
翌1971年、内務省の先輩で島根選出の代議士である大橋武夫に担がれて、郷里の島根県知事選挙に出馬するため退官。無所属で立候補した。開票速報では山野の当確が伝えられて万歳三唱まで行われたが、山野の当確は取り消され、田部長右衛門が後継者として擁立した伊達慎一郎の当確が伝えられた。最終的に伊達が155,760票、山野が155,586票と174票差で落選した。この選挙の結果は裁判で争われ伊達155,711票、山野155,602票（109票差）に修正された。
4年後の1975年の島根県知事選に再び立候補した。前回を上回る232,013票を得たが、元学習院大学経済学部教授で社会党の支持を受けた恒松制治が山野の得票を5,700票以上も多い237,730票を得たため再び敗れた。

## 著書
- 『公営事業の現状と分析』地方財務協会、1959年。
- 『島根県知事選挙に出馬して 役人生活の追慕と反省』第一法規出版、1971年。
- 『沖縄返還ひとりごと』ぎょうせい、1982年。
- 『最大公約数：いま、ひとりの国民として』ぎょうせい、1985年。ISBN 978-4324001226。